# Ченбу-Мяоський автономний повіт
26°21′46″ пн. ш. 110°18′31″ сх. д. / 26.36272° пн. ш. 110.30852° сх. д.
Ченбу-Мяоський автономний повіт (кит. 城步苗族自治县, пін. Chéngbù Miáozú Zìzhìxiàn) — один із повітів КНР у складі префектури Шаоян, провінція Хунань. Адміністративний центр — містечко Жулінь.

## Географія
Ченбу-Мяоський автономний повіт у середньому розташовується на висоті близько 480 метрів над рівнем моря на півдні префектури, лежить на північ від гір Наньлін.

### Клімат
Повіт знаходиться у зоні, котра характеризується вологим субтропічним кліматом. Найтепліший місяць — липень із середньою температурою 26,8 °C. Найхолодніший місяць — січень, із середньою температурою 5,2 °С.
| Клімат повіту Ченбу-Мяо                            | Клімат повіту Ченбу-Мяо | Клімат повіту Ченбу-Мяо | Клімат повіту Ченбу-Мяо | Клімат повіту Ченбу-Мяо | Клімат повіту Ченбу-Мяо | Клімат повіту Ченбу-Мяо | Клімат повіту Ченбу-Мяо | Клімат повіту Ченбу-Мяо | Клімат повіту Ченбу-Мяо | Клімат повіту Ченбу-Мяо | Клімат повіту Ченбу-Мяо | Клімат повіту Ченбу-Мяо | Клімат повіту Ченбу-Мяо |
| Показник                                           | Січ.                    | Лют.                    | Бер.                    | Квіт.                   | Трав.                   | Черв.                   | Лип.                    | Серп.                   | Вер.                    | Жовт.                   | Лист.                   | Груд.                   | Рік                     |
| Середній максимум, °C                              | 8,8                     | 11,8                    | 16,1                    | 22,6                    | 26,5                    | 29,1                    | 31,9                    | 31,7                    | 28,1                    | 22,7                    | 17,6                    | 11,7                    | 21,6                    |
| Середня температура, °C                            | 5,2                     | 7,7                     | 11,5                    | 17,4                    | 21,4                    | 24,6                    | 26,8                    | 25,9                    | 22,6                    | 17,6                    | 12,5                    | 7,2                     | 16,7                    |
| Середній мінімум, °C                               | 2,7                     | 4,9                     | 8,4                     | 13,7                    | 17,7                    | 21,4                    | 23,2                    | 22,2                    | 19                      | 14,2                    | 9                       | 4,1                     | 13,4                    |
| Норма опадів, мм                                   | 61.9                    | 64.5                    | 118.5                   | 124.4                   | 182.4                   | 190.8                   | 148.5                   | 121.8                   | 67.7                    | 77.5                    | 63                      | 49.5                    | 1270.5                  |
| Вологість повітря, %                               | 82                      | 81                      | 82                      | 80                      | 80                      | 82                      | 77                      | 80                      | 80                      | 80                      | 80                      | 78                      | 80                      |
| -------------------------------------------------- | ----------------------- | ----------------------- | ----------------------- | ----------------------- | ----------------------- | ----------------------- | ----------------------- | ----------------------- | ----------------------- | ----------------------- | ----------------------- | ----------------------- | ----------------------- |
| Джерело: Дані метеостанції №57857 (КНР, 1991-2020) |                         |                         |                         |                         |                         |                         |                         |                         |                         |                         |                         |                         |                         |